# Giacomo Zunico
Giacomo Zunico (Casoria, 3 dicembre 1960) è un allenatore di calcio ed ex calciatore italiano, di ruolo portiere.

## Carriera

### Giocatore
Dopo essere cresciuto calcisticamente a Napoli, Zunico debuttò in Promozione Campania nel 1978 con il Succivo per poi trasferirsi alla Gladiator di Santa Maria Capua Vetere, militante in Serie D. Nel settembre del 1980 sì trasferì alla Sangiovannese in Serie C2.
L'anno dopo giocò al Varese. Zunico militò nella squadra lombarda per cinque stagioni, di cui quattro in Serie B e una in Serie C1. Nel 1987 passò al Catanzaro, dove rimase per tre stagioni, ottenendo la promozione in B. Gioco in seguito nel Parma come portiere titolare nella stagione 1989-1990, annata della prima promozione in Serie A dei ducali allenati da Nevio Scala.
Nel 1990 venne ingaggiato dal Lecce, con debuttò in Serie A il 9 settembre 1990 in Lecce-Napoli (0-0). La serie A, però, si rivelò un'esperienza deludente, con ben 40 gol subiti e la retrocessione in B.
Nel settembre del 1991 venne ingaggiato dal Cosenza, dove giocò prevalentemente in Serie B (in totale sei stagioni).
Nella stagione 1996-97 giocò nel Brescia. Con la squadra lombarda Zunico riconquistò la Serie A, dove, a 37 anni, disputò 7 partite. A fine stagione ritornò al Cosenza in Serie B, dove concluse la carriera.

### Allenatore
Ha guidato sempre squadre dilettantistiche. Ha lavorato nell'Acri dal gennaio del 2002 fino a fine stagione e nella Rossanese dal dicembre del 2002.
In seguito ha lavorato con il Cosenza come vice allenatore di Luigi De Rosa nel 2004-2005. È stato allenatore dell'A.S. Cosenza dal dicembre del 2005 al 27 novembre 2006, contribuendo alla salvezza dei silani il primo anno in serie D, venendo poi esonerato.
Nella stagione 2007/08 ha guidato il Bitonto, in serie D, venendo esonerato a marzo 2008. La stagione successiva è stato assunto a gennaio dal Castiglione, squadra siciliana neopromossa in Serie D che navigava in piena zona retrocessione. Dopo un positivo esordio (4 punti in due partite), i siciliani non riuscirono a risollevarsi e Zunico lasciò la squadra prima della fine del campionato. Nell'ottobre del 2009 diventa allenatore della Fortis Trani, società pugliese militante in Eccellenza.
Nel 2011 è preparatore dei portieri nell'ASD Mariano Keller.
Nel settembre del 2012 ha fondato una scuola calcio in provincia di Napoli, dedicata alla formazione di giovani portieri.

## Palmarès

### Giocatore
- Campionato italiano di Serie B: 1

Brescia: 1996-1997
- Campionato italiano Serie C1: 1

Catanzaro: 1986-1987 (girone B)